# Oeiras Challenger II 2024
L'Oeiras Challenger II 2024 è stato un torneo maschile di tennis professionistico. È stata l'11ª edizione del torneo, facente parte della categoria Challenger 75 nell'ambito dell'ATP Challenger Tour 2024, con un montepremi di 73 000 €. Si è giocato dal 13 al 19 maggio 2024 sui campi in terra rossa del Complexo Desportivo do Jamor di Oeiras, in Portogallo.

## Partecipanti

### Teste di serie
| Nazionalità | Giocatore               | Ranking* | Testa di serie |
| ----------- | ----------------------- | -------- | -------------- |
| Stati Uniti | Alex Michelsen          | 69       | 1              |
| Stati Uniti | Zachary Svajda          | 122      | 2              |
| Stati Uniti | Emilio Nava             | 124      | 3              |
| Rep. Ceca   | Vít Kopřiva             | 127      | 4              |
| Sudafrica   | Lloyd Harris            | 128      | 5              |
| Argentina   | Román Andrés Burruchaga | 149      | 6              |
| Stati Uniti | Patrick Kypson          | 150      | 7              |
| Giappone    | Shintaro Mochizuki      | 157      | 8              |

* Ranking al 6 maggio 2024.

### Altri partecipanti
I seguenti giocatori hanno ricevuto una wild card per il tabellone principale:
- Gastão Elias
- Jaime Faria
- Henrique Rocha

I seguenti giocatori sono entrati in tabellone come special exempt:
- Jacopo Berrettini
- Gauthier Onclin

I seguenti giocatori sono passati dalle qualificazioni:
- Lukas Neumayer
- Dmitrij Popko
- Frederico Ferreira Silva
- Juan Pablo Ficovich
- Dan Added
- Adrian Andreev

## Punti e montepremi
| Torneo    | Torneo              | V     | F     | SF    | QF    | 2T    | 1T  | Q | Q2  | Q1  |
| Singolare | Punti               | 75    | 44    | 22    | 12    | 6     | 0   | 4 | 2   | 0   |
| Singolare | Premi in denaro (€) | 9,880 | 5,820 | 3,450 | 2,000 | 1,165 | 720 | – | 360 | 185 |
| Doppio    | Punti               | 75    | 44    | 22    | 12    | –     | 0   | – | –   | –   |
| Doppio    | Premi in denaro (€) | 4,250 | 2,450 | 1,480 | 880   | –     | 500 | – | –   | –   |

## Campioni

### Singolare
Jaime Faria ha sconfitto in finale  Elias Ymer con il punteggio di 3–6, 7–6(3), 6–4.

### Doppio
Anirudh Chandrasekar /  Arjun Kadhe hanno sconfitto in finale  Simon Freund /  Johannes Ingildsen con il punteggio di 7–5, 6–4.